# Liste von Söhnen und Töchtern der Stadt Medellín
Die Liste von Söhnen und Töchtern der Stadt Medellín zählt Personen auf, die in der kolumbianischen Großstadt Medellín geboren wurden und in der deutschsprachigen Wikipedia mit einem Artikel vertreten sind.

## Bis 1900
- Francisco Antonio Zea (1770–1822), Botaniker und Politiker
- Tulio Ospina (1857–1921), Bergingenieur, Historiker, Wissenschaftler und Unternehmer
- Mariano Ospina Pérez (1891–1976), Politiker (Partido Conservador Colombiano), Präsident Kolumbiens (1946–1949)

## 20. Jahrhundert

### 1901 bis 1950
- Débora Arango (1907–2005), Malerin und Keramikerin
- Carlos Posada Amador (1908–1993), Komponist, Musikpädagoge und Hochschullehrer
- Carlos Ehrensperger (1911–2001), Schweizer Komponist
- Darío Castrillón Hoyos (1929–2018), Erzbischof von Bucaramanga und Kurienkardinal der römisch-katholischen Kirche
- Gabriel Ochoa Uribe (1929–2020), Fußballspieler und -trainer
- Francisco Zuluaga (1929–1993), Fußballspieler und -trainer
- Fernando Botero (1932–2023), Maler und Künstler
- Aníbal Alzate (1933–2016), Fußballspieler
- Ignacio Pérez (1934–2009), Fußballspieler
- Honorio Rúa (* 1934), Radrennfahrer
- Hernán Medina (* 1937), Radrennfahrer
- Óscar López (1939–2005), Fußballspieler
- Álvaro Mejía (1940–2021), Leichtathlet
- Mauricio de Narváez (* 1941), Automobilrennfahrer und Rennstallbesitzer
- Martín Emilio Rodríguez (* 1942), Radrennfahrer
- Fernando Vallejo (* 1942), Schriftsteller
- Humberto Álvarez López (1943–2024), Ornithologe
- Luis Saldarriaga (* 1944), Radrennfahrer
- Ricardo Londoño-Bridge (1949–2009), Automobilrennfahrer
- Sergio Cabrera (* 1950), Filmregisseur und Drehbuchautor
- Tomás González (* 1950), Schriftsteller

### 1951 bis 1965
- Héctor Javier Pizarro Acevedo (* 1951), römisch-katholischer Bischof; Apostolischer Vikar von Trinidad
- Álvaro Uribe Vélez (* 1952), Politiker; von 2002 bis 2010 Präsident Kolumbiens
- Gildardo García (1954–2021), Schachspieler
- Piedad Córdoba (1955–2024), Rechtsanwältin und Politikerin (Partido Liberal Colombiano)
- Sergio Fajardo (* 1956), Mathematiker und Politiker, Oberbürgermeister von Medellín
- Hernán Darío Gómez (* 1956), Fußballspieler und -trainer
- Fabio Ochoa Vásquez (* 1957), Drogenhändler
- Héctor Abad Faciolince (* 1958), Schriftsteller
- Gloria Amparo Galeano Garcés (1958–2016), Botanikerin und Agrarwissenschaftlerin
- Roberto Guerrero (* 1958), Automobilrennfahrer
- Gabriel Gómez (* 1959), Fußballspieler und -trainer
- Víctor Luna (1959–2024), Fußballspieler und -trainer
- Luis Fernando Rodríguez Velásquez (* 1959), römisch-katholischer Erzbischof von Cali
- Luis Fernando Suárez (* 1959), Fußballspieler und -trainer
- Juan Manuel Toro Vallejo (* 1959), römisch-katholischer Bischof von Girardota
- León Villa (* 1960), Fußballspieler
- Luis Herrera (* 1962), Fußballspieler und -trainer
- Carlos Hoyos (* 1962), Fußballspieler
- Jorge Franco Ramos (* 1962), Schriftsteller
- Luis Fajardo (* 1963), Fußballspieler
- Gildardo Gómez (* 1963), Fußballspieler
- José Mauricio Vélez García (* 1964), römisch-katholischer Geistlicher, Weihbischof in Medellín
- Elvis Álvarez (1965–1995), Boxer

### 1965 bis 1980
- René Higuita (* 1966), Fußballspieler
- Andrés Escobar (1967–1994), Fußballspieler
- María Luisa Calle (* 1968), Radsportlerin
- Carlos Alberto Correa Martínez (* 1968), römisch-katholischer Bischof von Apartadó
- Mauricio Serna (* 1968), Fußballspieler
- Ximena Restrepo (* 1969), Leichtathletin und Sportfunktionärin
- John Wilmar Pérez (* 1970), Fußballspieler
- Víctor Aristizábal (* 1971), Fußballspieler
- Santiago Botero (* 1972), Radrennfahrer
- Juanes (* 1972), Sänger, Songschreiber und Gitarrist
- Federico Gutiérrez (* 1974), Ingenieur und Politiker, Oberbürgermeister von Medellín (2016 bis 2020)
- Juan Carlos Londoño (* 1974), römisch-katholischer Geistlicher, Weihbischof in Québec
- Juan Pablo Ángel (* 1975), Fußballspieler
- John Durango (* 1977), Radrennfahrer
- Andrés Orozco-Estrada (* 1977), Dirigent
- Danna García (* 1978), Schauspielerin, Musikerin und Sängerin
- Zulay Henao (* 1979), Schauspielerin
- Mauricio Molina (* 1980), Fußballspieler
- Michael Quintero (* 1980), Tennisspieler

### 1981 bis 1990
- Laura Mora (* 1981), Filmemacherin
- David González (* 1982), Fußballspieler
- Julián Estiven Vélez (* 1982), Fußballspieler
- Camilo Villegas (* 1982), Profigolfer
- Juan Urán (* 1983), Wasserspringer
- Diana Pineda (* 1984), Wasserspringerin
- Janier Acevedo (* 1985), Radrennfahrer
- J Balvin (* 1985), Reggeaton-Sänger
- Weimar Roldán (* 1985), Radrennfahrer
- Juan Esteban Arango (* 1986), Radrennfahrer
- Sebastián Hernández (* 1986), Fußballspieler
- Carlos Oquendo (* 1987), Radrennfahrer
- Yonny Hernández (* 1988), Motorradrennfahrer
- Víctor Ortega (* 1988), Wasserspringer
- David Ospina (* 1988), Fußballtorhüter
- Dorlan Pabón (* 1988), Fußballspieler
- Juan Pablo Valencia (* 1988), Radrennfahrer
- Alejandro González (* 1989), Tennisspieler
- Diana Ospina (* 1989), Fußballspielerin
- Daniel Tamayo (* 1989), Fusion- und Jazzmusiker
- Sara Tunes (* 1989), Latin-Pop- und Dance-Pop-Sängerin und Songwriterin
- Daniel Bluman (* 1990), Springreiter
- Loco Escrito (* 1990), Schweizer Musiker
- Roger Cañas (* 1990), Fußballspieler
- Daniela Montoya Quiroz (* 1990), Fußballspielerin

### 1991 bis 2000
- Karol G (* 1991), Reggaeton-, RnB- und Pop-Sängerin
- Mariana Pajón (* 1991), Radsportlerin
- Mateus Uribe (* 1991), Fußballspieler
- Santiago Arias (* 1992), Fußballspieler
- Theo Montoya (* 1992), Filmregisseur, Kameramann, Produzent und Drehbuchautor
- Sebastián Villa (* 1992), Wasserspringer
- Juan Quintero (* 1993), Fußballspieler
- Isabella Echeverri (* 1994), Fußballspielerin
- Edwin Hedberg (* 1994), kolumbianisch-schwedischer Eishockeyspieler
- Maluma (* 1994), Reggaeton-Sänger
- Carlos Ramírez (* 1994), Radrennfahrer
- Marlos Moreno (* 1996), Fußballspieler
- Sergio Higuita (* 1997), Radrennfahrer
- Manuela Vanegas (* 2000), Fußballspielerin

## 21. Jahrhundert
- Juan Manuel Cuesta (* 2002), Fußballspieler
- Jhon Durán (* 2003), Fußballspieler
- Miguel Monsalve (* 2004), Fußballspieler
- Juliana Londoño (* 2005), Radrennfahrerin